# Municipio de Freehold (Nueva Jersey)
El municipio de Freehold (en inglés: Freehold Township) es un municipio ubicado en el condado de Monmouth en el estado estadounidense de Nueva Jersey. En el año 2010 tenía una población de 36,184 habitantes y una densidad poblacional de 362 personas por km².

## Geografía
El municipio de Freehold se encuentra ubicado en las coordenadas 40°14′43″N 74°16′46″O / 40.24528, -74.27944.

## Demografía
Según la Oficina del Censo en 2000 los ingresos medios por hogar en el municipio eran de $77,185 y los ingresos medios por familia eran $89,845. Los hombres tenían unos ingresos medios de $62,545 frente a los $36,668 para las mujeres. La renta per cápita para la localidad era de $31,505. Alrededor del 3.9% de la población estaba por debajo del umbral de pobreza.